# 加治屋町 (鹿児島市)
加治屋町（かじやちょう）は、鹿児島県鹿児島市の町。旧薩摩国鹿児島郡鹿児島城下加治屋町。郵便番号は892-0846。人口は2,195人、世帯数は1,365世帯（2020年4月1日現在）。加治屋町の全域で住居表示を実施している。
江戸時代には鹿児島城の城下町の一部を構成しており、下級武士の居住地となっていた。江戸時代の末期から明治時代にかけて活躍した西郷隆盛、大久保利通、東郷平八郎、大山巌、山本権兵衛をはじめとする多数の著名人を輩出した地として知られており、このことから歴史小説家の司馬遼太郎は加治屋町について「いわば、明治維新から日露戦争までを、一町内でやったようなものである。」と述べている。

## 概要
鹿児島市の中央部、甲突川下流域に位置している。町域の北方には西千石町、南方には甲突川を挟んで上之園町及び高麗町、東方には山之口町及び樋之口町、西方には甲突川を挟んで中央町がそれぞれ隣接している。
東端を南北に鹿児島県道20号鹿児島加世田線が南北に通り、北端を鹿児島県道21号鹿児島中央停車場線が東西に通っている。両道路共に鹿児島市電が通っており、北東端には高見馬場電停、北西端には加治屋町電停、南東端には甲東中学校前電停（2015年4月30日までは市立病院前電停）が所在している。
町域の中央部には鹿児島県立鹿児島中央高等学校が所在し、同校内に東郷平八郎生誕記念碑、篠原国幹、村田新八誕生地など、多くの史跡碑が設けられている。
甲突川河畔には維新ふるさと館が所在し、加治屋町を発祥とした日本近代史の歴史考察と展示を行っている。同町の南端部には2015年4月30日まで鹿児島市立病院が所在していたが、上荒田町の日本たばこ産業旧鹿児島工場跡地に移転した。

### 町名の由来
加治屋町という町名の由来には次の説がある。
- 鶴丸城が築城された慶長7年以降に加治木（のちの加治木町。現在は姶良市の一部）に居住していた家臣がこの付近に鶴丸城が築城されたことにより移転しており、加治木が訛って加治屋と言われるようになったという説[15]。
- 鍛冶屋職がこの付近に多数居住していたことに由来して鍛治屋町と呼ばれていたのが訛って加治屋町と呼ばれるようになったという説[16]。

### 河川
- 甲突川
町域の東南端部を流れる二級河川。町域内の甲突川左岸には維新ふるさと館などの歴史に関する施設や幕末をイメージし、武家屋敷などが再現された散策路として維新ふるさとの道が整備されている[17]。

### 地価
2015年（平成27年）1月1日の公示地価によれば、下記の加治屋町の商業地における地価は次の通りである。
国土交通省
- 加治屋町12番16外（鹿児島5-24）：57万4,000円/m2

## 歴史

### 江戸時代から明治時代初期の加治屋町

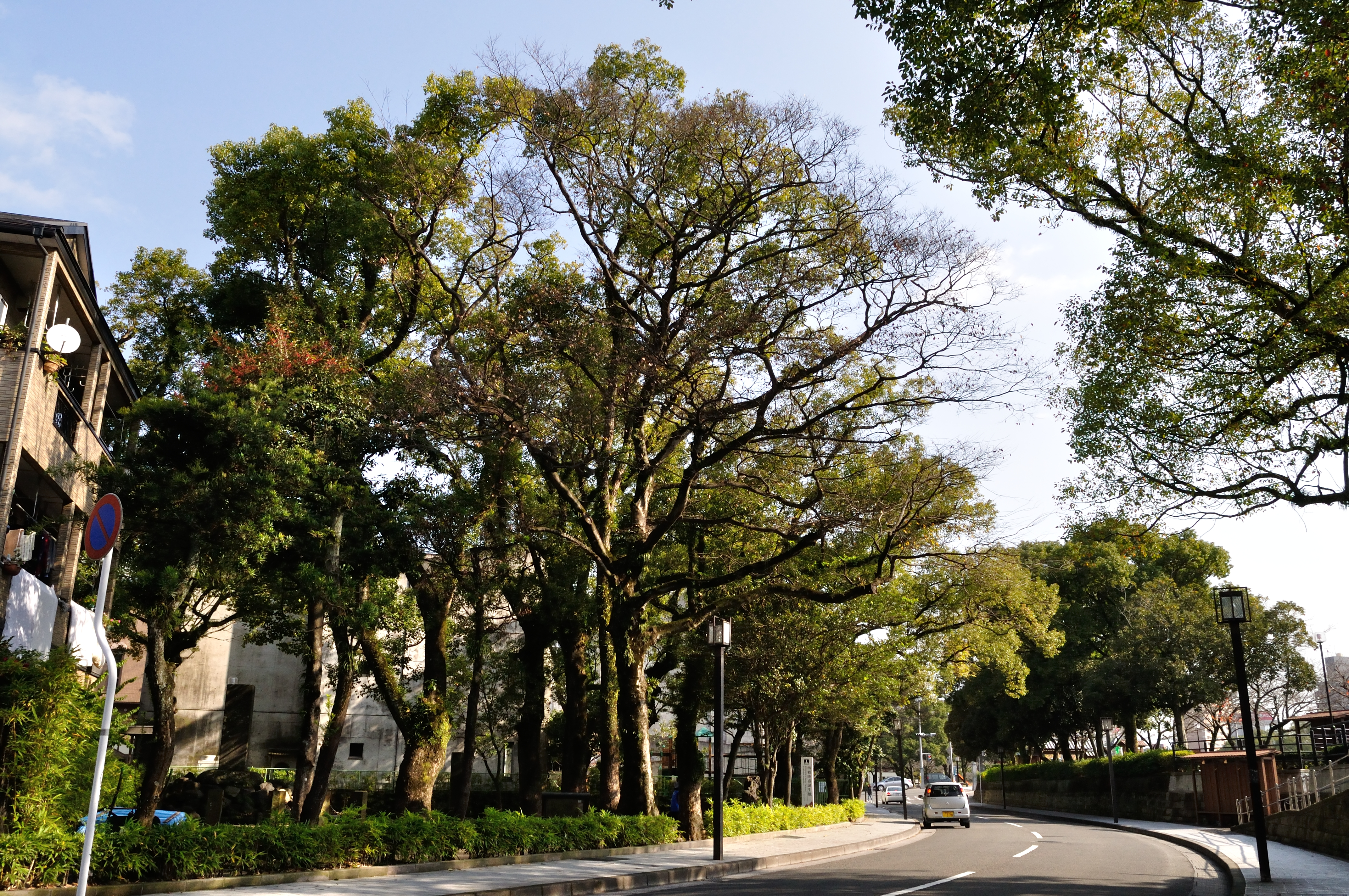
西郷隆盛生誕地付近

江戸時代の加治屋町は薩摩国鹿児島郡鹿児島城下のうちであった。
周辺には鹿児島城下の武士屋敷が多くあり、城下町内では鶴丸城から遠い位置にあったことから、主に小姓与（おこしょうぐみ）と呼ばれる城下士の中でも下級にあたる武士の居住地であった。また加治屋町は近世においては上之加治屋町、下之加治屋町と分けられており、郷中としては上之加治屋郷中、下之加治屋郷中、馬乗馬場郷中が置かれた。
元禄16年（1703年）には地内の勝目殿屋敷から出火、町域内の下町まで延焼し、士屋敷248所（1,006軒）、町屋敷385所（790軒）、南林寺及び脇寺12所（51軒）、門前90所（170軒）を焼失する大火となった。
加治屋町の区域に居住していた下級武士の中には江戸時代末期（幕末）から明治時代にかけて活躍した者が多くおり、西郷隆盛、大久保利通、西郷従道、大山巌、東郷平八郎、樺山資紀などの英傑と呼ばれる人物を数多く輩出した。現在ではそれぞれの生地に記念碑が建立されている。
また、明治維新から日露戦争までの期間に活躍した政治家、軍人など明治政府の中枢の多くを加治屋町出身者が占めていた。このことから『翔ぶが如く』など数多くの歴史小説を執筆している歴史小説家の司馬遼太郎は加治屋町について以下のように述べている。
| 「          | いわば、明治維新から日露戦争までを、一町内でやったようなものである。 | 」 |
| —司馬遼太郎 |                                                                      |    |

なお、江戸時代の遺物となるものは西南戦争の戦闘（1877年）や鹿児島大空襲（1945年）により焼失しているが、区画や通りは江戸時代当時のままとなっている。
1871年（明治4年）に実施された廃藩置県により鹿児島県が設置され、加治屋町は鹿児島県鹿児島府下の町となった。

### 市制施行以降
1888年（明治21年）に公布された市制（明治21年法律第1号）に基づき、1889年（明治22年）2月2日に官報に掲載された「 市制施行地」（内務省告示第1号）によって鹿児島が市制施行地に指定された。3月5日には鹿児島県令第26号によって鹿児島郡のうち50町村が市制による鹿児島市の区域と定められ、4月1日に市制が施行されたのに伴い、鹿児島郡50町村（山下町、平之馬場町、新照院通町、長田町、冷水通町、上竜尾町、下竜尾町、池之上町、鼓川町、稲荷馬場町、清水馬場町、春日小路町、車町、恵美須町、小川町、和泉屋町、浜町、向江町、栄町、柳町、易居町、中町、金生町、東千石馬場町、西千石馬場町、汐見町、泉町、築町、生産町、六日町、新町、松原通町、船津町、呉服町、大黒町、堀江町、住吉町、新屋敷通町、加治屋町、山之口馬場町、樋之口通町、薬師馬場町、鷹師馬場町、西田町、上之園通町、高麗町、下荒田町、荒田村、西田村、塩屋村）の区域より鹿児島市が成立した。それまでの加治屋町は鹿児島市の町「加治屋町」となった。
1918年（大正7年）4月5日には加治屋町で80戸を焼失する火災が発生した。また、第二次世界大戦中の1945年（昭和20年）4月1日には加治屋町や田上町、下荒田町などがアメリカ軍の大型爆弾による空爆を受け（鹿児島大空襲）、当日空爆を受けた区域で死者587名、負傷者424名の被害を受けた。
1948年（昭和23年）に鹿児島大空襲により焼失した南林寺町の鹿児島市立病院が加治屋町（当時は樋之口町）に再建し、治療棟及び病棟が各1棟ずつ設置された。その後病棟の増設が行われ、鹿児島県災害拠点病院に指定されるなど鹿児島県の医療機関の中枢を担っていたが、施設の老朽化や駐車場が手狭であることから、2015年（平成27年）に上荒田町の日本たばこ産業鹿児島工場跡地に病院施設を移転した。
1962年（昭和37年）に住居表示に関する法律が施行されたのに伴い、鹿児島市は鹿児島市街地域の住居表示に着手した。1963年（昭和38年）9月には加治屋町の全域で住居表示が実施され、住居表示の実施に伴い町の区域の再編が行われ、樋之口町の一部を加治屋町に編入した。
1985年（昭和60年）9月30日に伊敷町の伊敷町電停から加治屋町の加治屋町電停までを結んでいた鹿児島市電伊敷線が廃止となり、加治屋町電停は鹿児島市電第二期線のみが発着することとなった。
1994年（平成6年）4月28日には、幕末から明治維新にかけて薩摩が果たした役割や出身人物などを紹介する維新ふるさと館が西郷隆盛生誕地に近い甲突川左岸に開館した。

### 町域の変遷
| 実施後           | 実施年             | 実施前           |
| ---------------- | ------------------ | ---------------- |
| 加治屋町（編入） | 1963年（昭和38年） | 樋之口町（一部） |

## 人口
以下の表は国勢調査による小地域集計が開始された1995年以降の人口の推移である。
| 年                 | 人口  |
| ------------------ | ----- |
| 1995年（平成7年）  | 1,568 |
| 2000年（平成12年） | 1,610 |
| 2005年（平成17年） | 1,650 |
| 2010年（平成22年） | 1,990 |
| 2015年（平成27年） | 2,085 |

## 文化財

### 国登録
- 鹿児島県立鹿児島中央高等学校本館及び講堂（登録有形文化財）
鹿児島県立鹿児島中央高等学校の校舎の一部であり、敷地西側にある1935年竣工の鉄筋コンクリート造3階一部4階建の校舎である。2007年（平成19年）7月31日に国の登録有形文化財（建造物）に登録された[33][34]。

## 施設

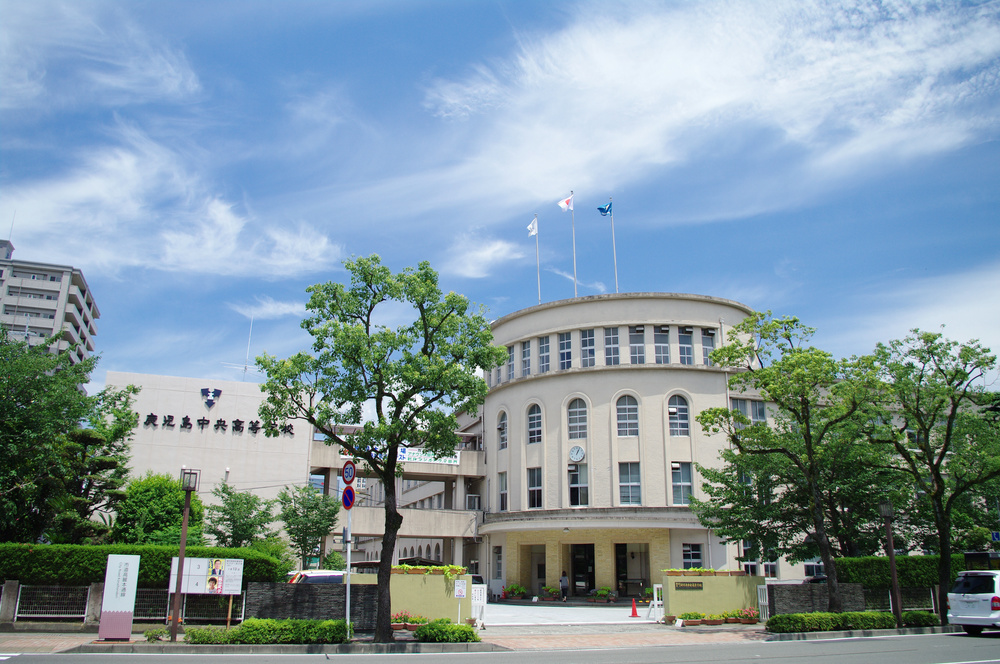
鹿児島県立鹿児島中央高等学校

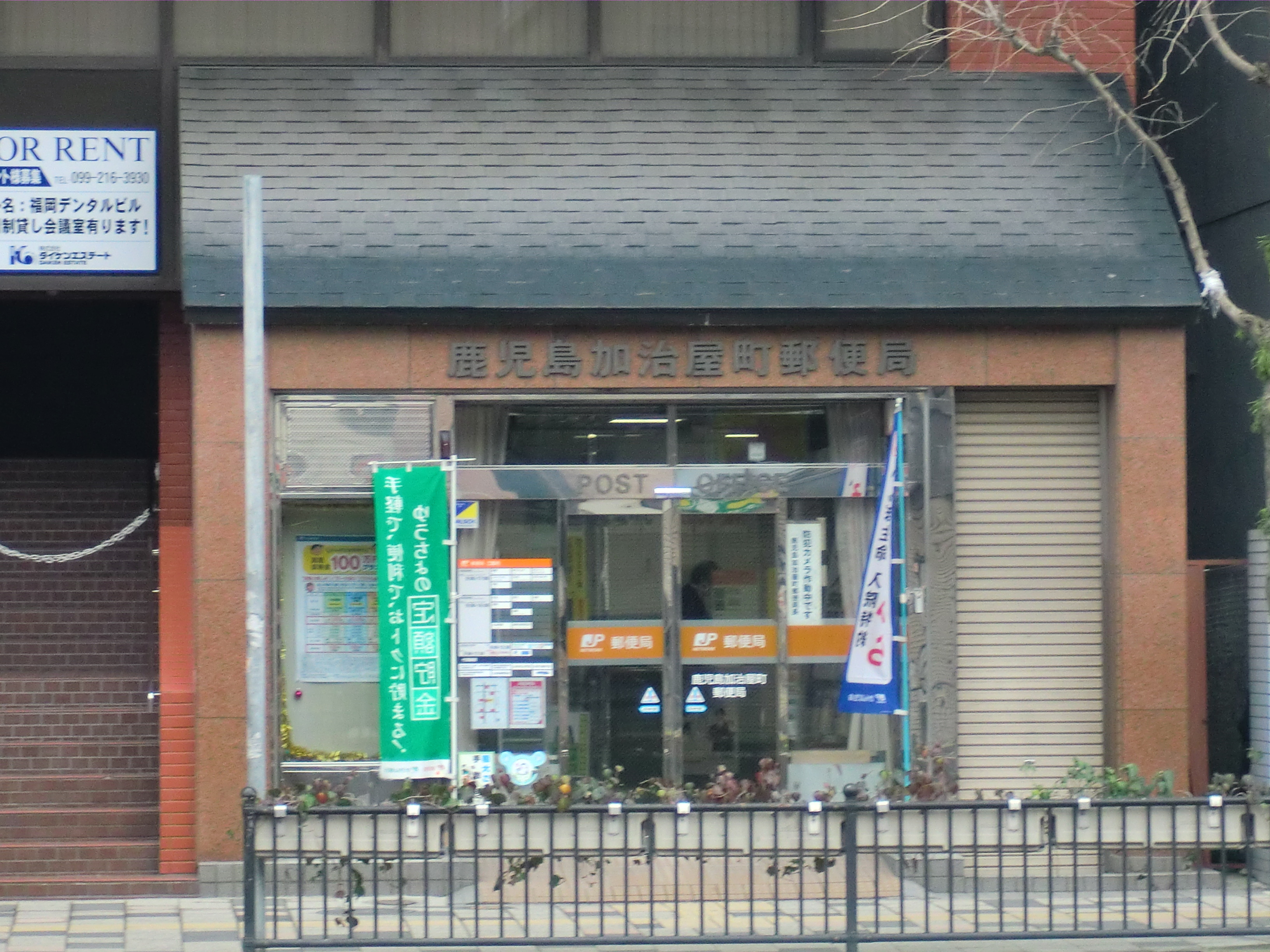
鹿児島加治屋町郵便局

### 公共
- 維新ふるさと館[35]
- 防衛省九州防衛局鹿児島防衛事務所[36]
- かごしま国際交流センター[37]
- 加治屋まちの杜公園[38]
- 加治屋町町民館（偉人顕彰館）[39]

### 教育
- 鹿児島県立鹿児島中央高等学校[40]
- 鹿児島ホテル短期大学校
- 鹿児島市医師会看護専門学校
- 鹿児島県理容美容専門学校[41]
- 鹿児島レディスカレッジ[41]
- 集成幼稚園[42]
- 敬愛幼稚園[42]

### 郵便局
- 鹿児島加治屋町郵便局[43]

### 宗教
- 鹿児島加治屋町教会

### 企業
- 昴本社
- ソフトマックス本店

## ギャラリー

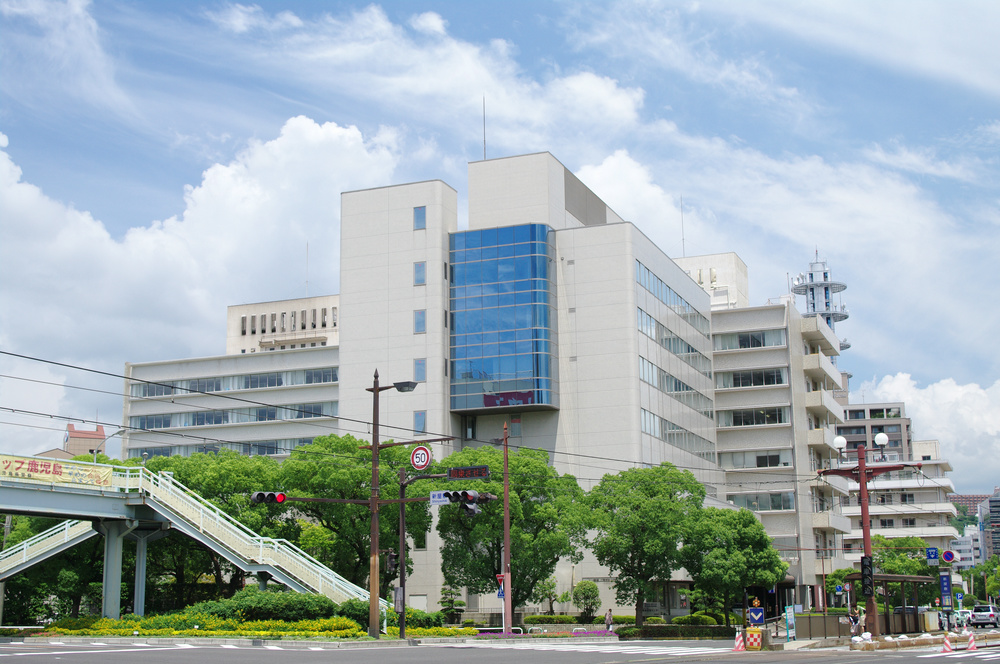
(旧)鹿児島市立病院
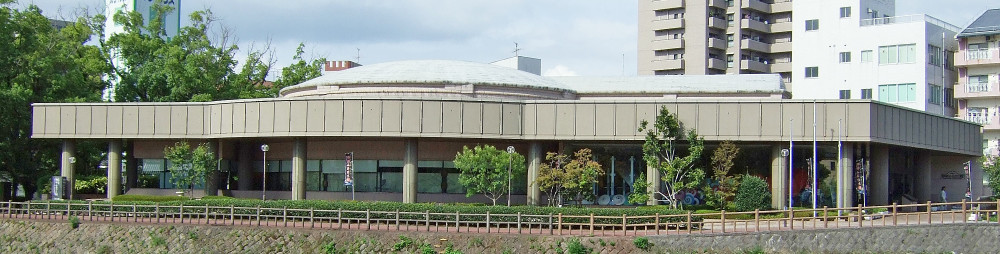
維新ふるさと館
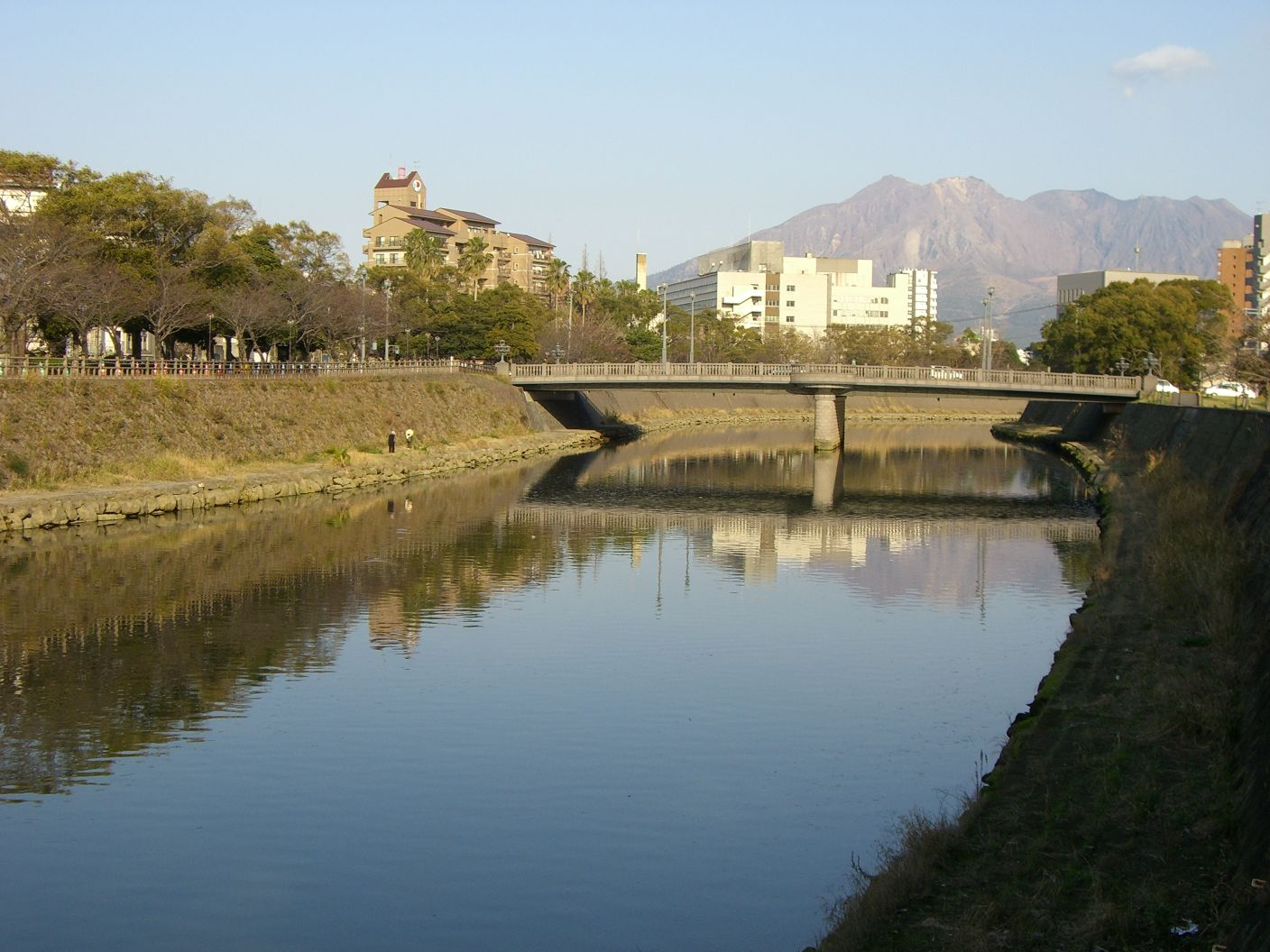
鹿児島市内を流れる甲突川。写真左が加治屋町である
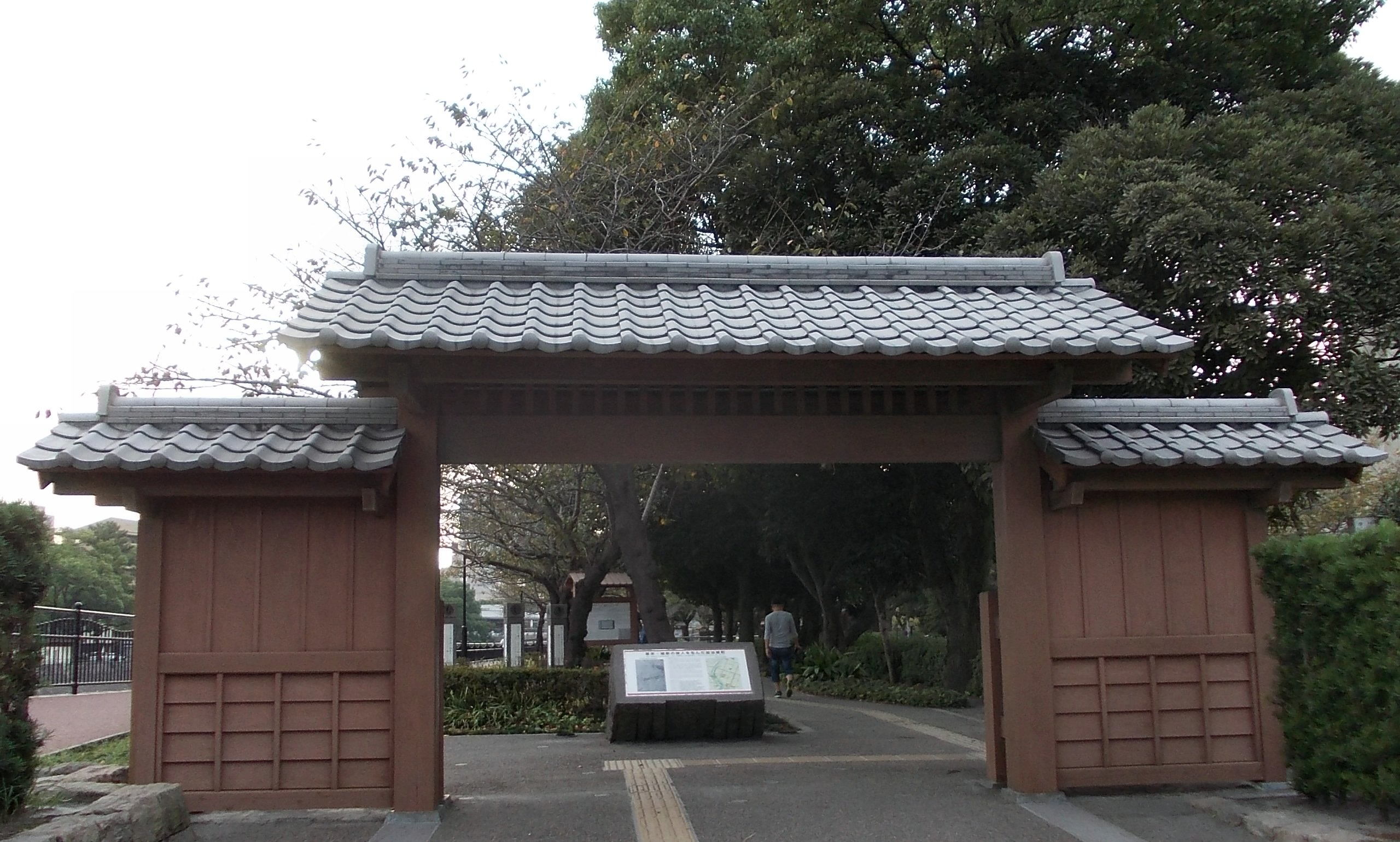
維新ふるさとの道入口にある門

## 著名な出身人物
加治屋町は、江戸時代の末期から明治時代にかけて活躍した人物を多く輩出している。主な出身者としては、西郷隆盛（陸軍大将兼参議、西南戦争指導者）、東郷平八郎（元帥海軍大将）・大山巌（元帥陸軍大将）、山本権兵衛（第16・22代内閣総理大臣）などがいる。なお、加治屋町には学舎があったことから後述の「誕生之地」の碑は学舎の名簿をもとに建てられたとみられている。
|  | 氏名       | 生年   | 主な経歴                                                                       | 出身郷中等                      |
|  | ---------- | ------ | ------------------------------------------------------------------------------ | ------------------------------- |
|  | 西郷隆盛   | 1828年 | 陸軍大将兼参議、維新の三傑の一人、西南戦争指導者                               | 下加治屋町郷中                  |
|  | 大久保利通 | 1830年 | 政治家（大蔵卿、内務卿）、維新の三傑の一人                                     | 下加治屋町郷中 （出生は高麗町） |
|  | 大山巌     | 1842年 | 陸軍大臣、元帥陸軍大将                                                         | 下加治屋町郷中                  |
|  | 西郷従道   | 1843年 | 海軍大臣、元帥海軍大将                                                         | 下加治屋町郷中                  |
|  | 井上良馨   | 1845年 | 元帥海軍大将                                                                   | （出生は高麗町）                |
|  | 東郷平八郎 | 1848年 | 元帥海軍大将、連合艦隊司令長官                                                 | 下加治屋町郷中                  |
|  | 黒木為楨   | 1844年 | 陸軍大将、伯爵                                                                 | 下加治屋町郷中                  |
|  | 村田新八   | 1836年 | 政治家                                                                         | （出生は薬師町）                |
|  | 山本権兵衛 | 1852年 | 政治家（第16・22代内閣総理大臣）、海軍大将                                     |                                 |
|  | 篠原国幹   | 1837年 | 陸軍少将                                                                       | （出生は平之町）                |
|  | 山本英輔   | 1876年 | 海軍大将、連合艦隊司令長官                                                     |                                 |
|  | 岩下方平   | 1827年 | 政治家（京都府権知事、大阪府大参事、元老院議官、貴族院議員）                   |                                 |
|  | 樺山資紀   | 1837年 | 海軍大将、初代台湾総督、枢密顧問官、内務大臣                                   | 高見馬場郷中                    |
|  | 牧野伸顕   | 1861年 | 政治家（外務大臣、内大臣、茨城県知事、福井県知事）                             | 下加治屋町郷中                  |
|  | 田代安定   | 1857年 | 植物学者、民族学者、台湾総督府官吏                                             |                                 |
|  | 吉井友実   | 1828年 | 元老院議官、日本鉄道社長（日本初の鉄道会社）                                   |                                 |
|  | 毛利正直   | 1761年 | 武士、華道家、『大石兵六夢物語』作者                                           |                                 |
|  | 東郷実猗   | 1835年 | 武士、東郷平八郎の兄                                                           |                                 |
|  | 東郷実武   | 1852年 | 武士、戊辰戦争で戦死、東郷平八郎の弟                                           |                                 |
|  | 池上四郎   | 1842年 | 武士、軍人（元陸軍少佐）、西南戦争で自刃                                       | 旧樋之口通町域                  |
|  | 有馬新七   | 1825年 | 武士、造士館訓導師、寺田屋事件で死亡                                           | （出生は伊集院郷古城村）        |
|  | 西郷吉二郎 | 1833年 | 武士、西郷隆盛の弟、戊辰戦争にて戦死                                           | 下加治屋町郷中                  |
|  | 西郷小兵衛 | 1847年 | 武士、加世田郷副戸長、西郷隆盛の末弟、西南戦争にて戦死                         | 下加治屋町郷中                  |
|  | 吉田清英   | 1840年 | 武士、内務官僚（埼玉県知事）、日本蚕種貯蔵社長                                 |                                 |
|  | 愛甲兼達   | 1863年 | 実業家、十五銀行頭取、勤倹貯蓄銀行取締役、鹿児島電気軌道取締役、日本水電取締役 |                                 |
|  | 宮原晃一郎 | 1882年 | 児童文学者、われは海の子作詞者                                                 |                                 |
|  | 春田安喜子 | 1922年 | 洋画家、南日本女流美術展審査員                                                 |                                 |

### 顕彰事業
加治屋町は西郷隆盛、大山巌、東郷平八郎などを輩出し、町民館に顕彰会館を併設したり、偉人の経歴などをまとめた冊子も作成している。

### 誕生地碑
1968年（昭和43年）に明治100年を記念して約10人の碑が建立され、1996年（平成8年）に再建された。加治屋町の「誕生之地」の碑は加治屋町にあった学舎の名簿をもとに建てられたとみられ、井上良馨、村田新八、篠原国幹など誕生地が別にあり、加治屋町が生い立ちの地である者もいる（井上は高麗町に「元帥子爵井上良馨誕生地」の碑がある）。

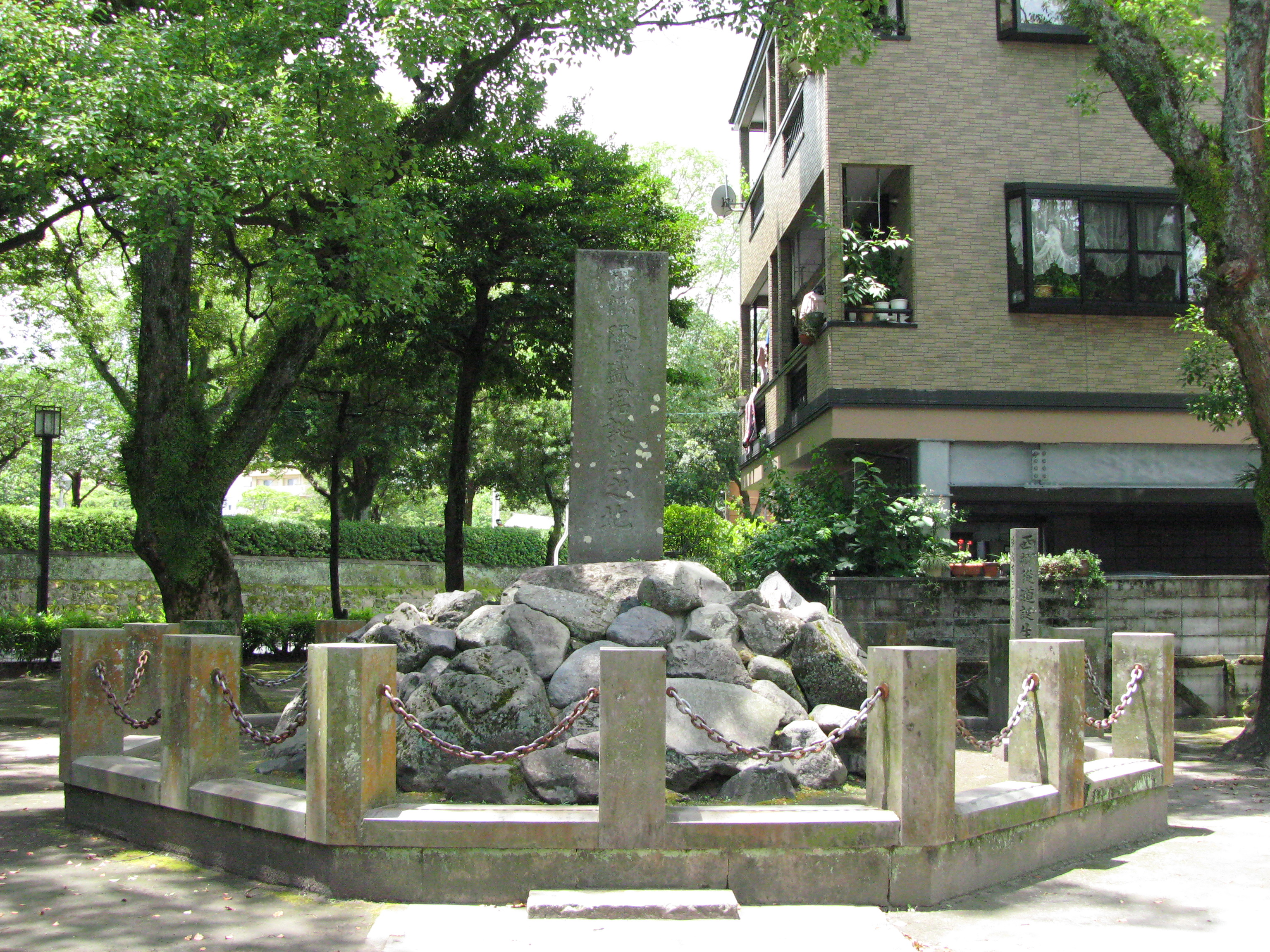
西郷隆盛・従道誕生地
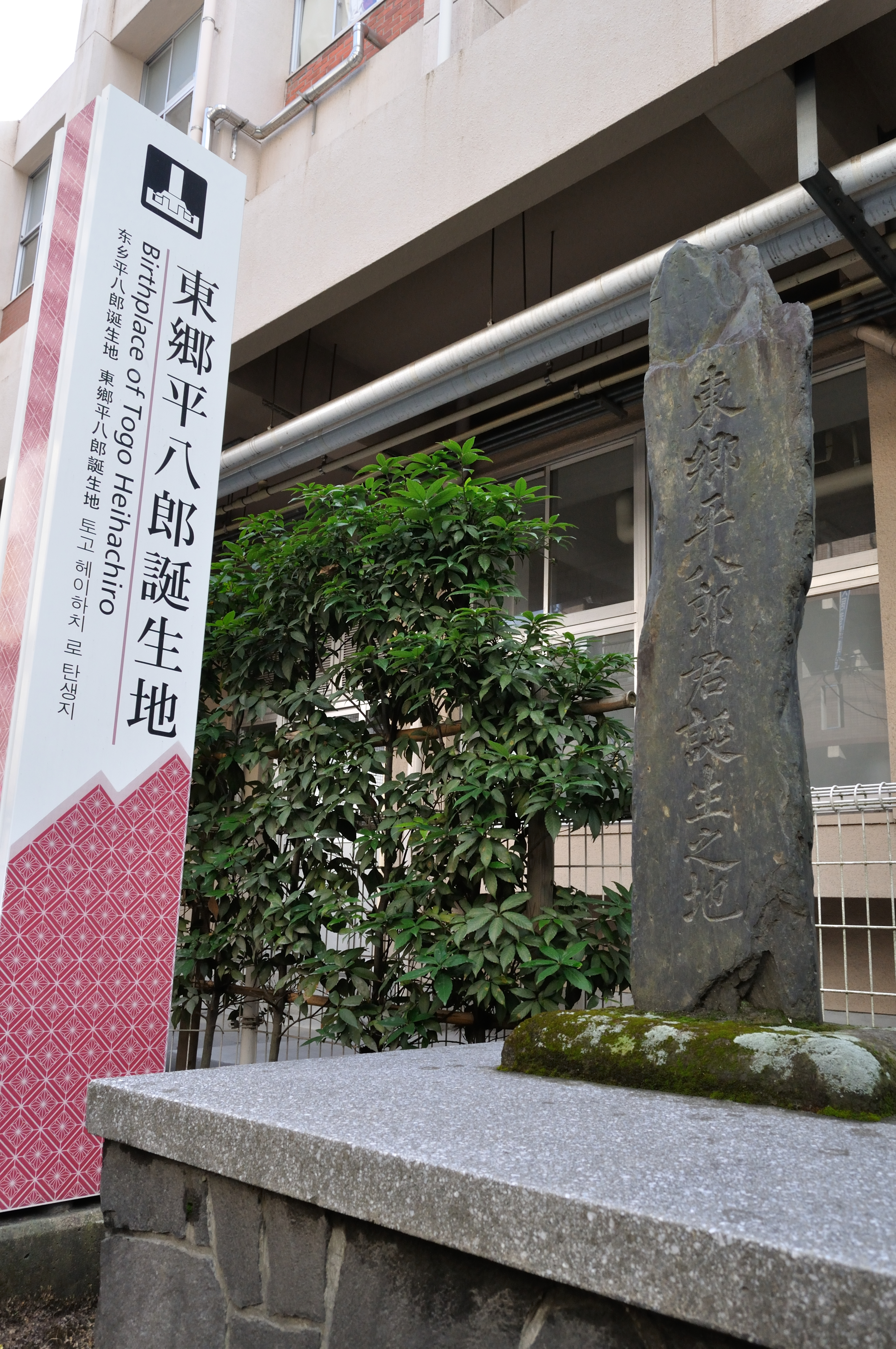
東郷平八郎誕生地
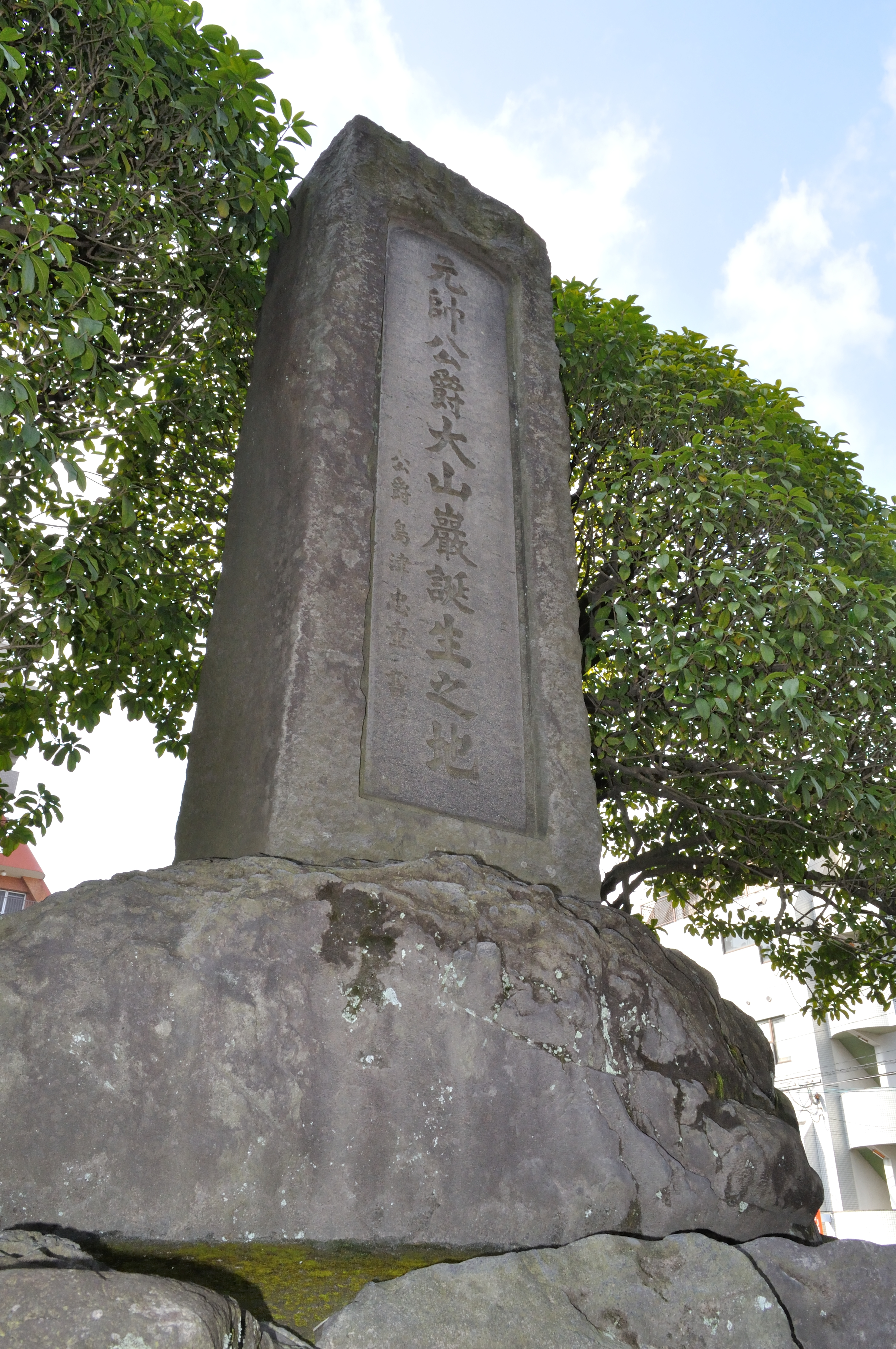
大山巌誕生地
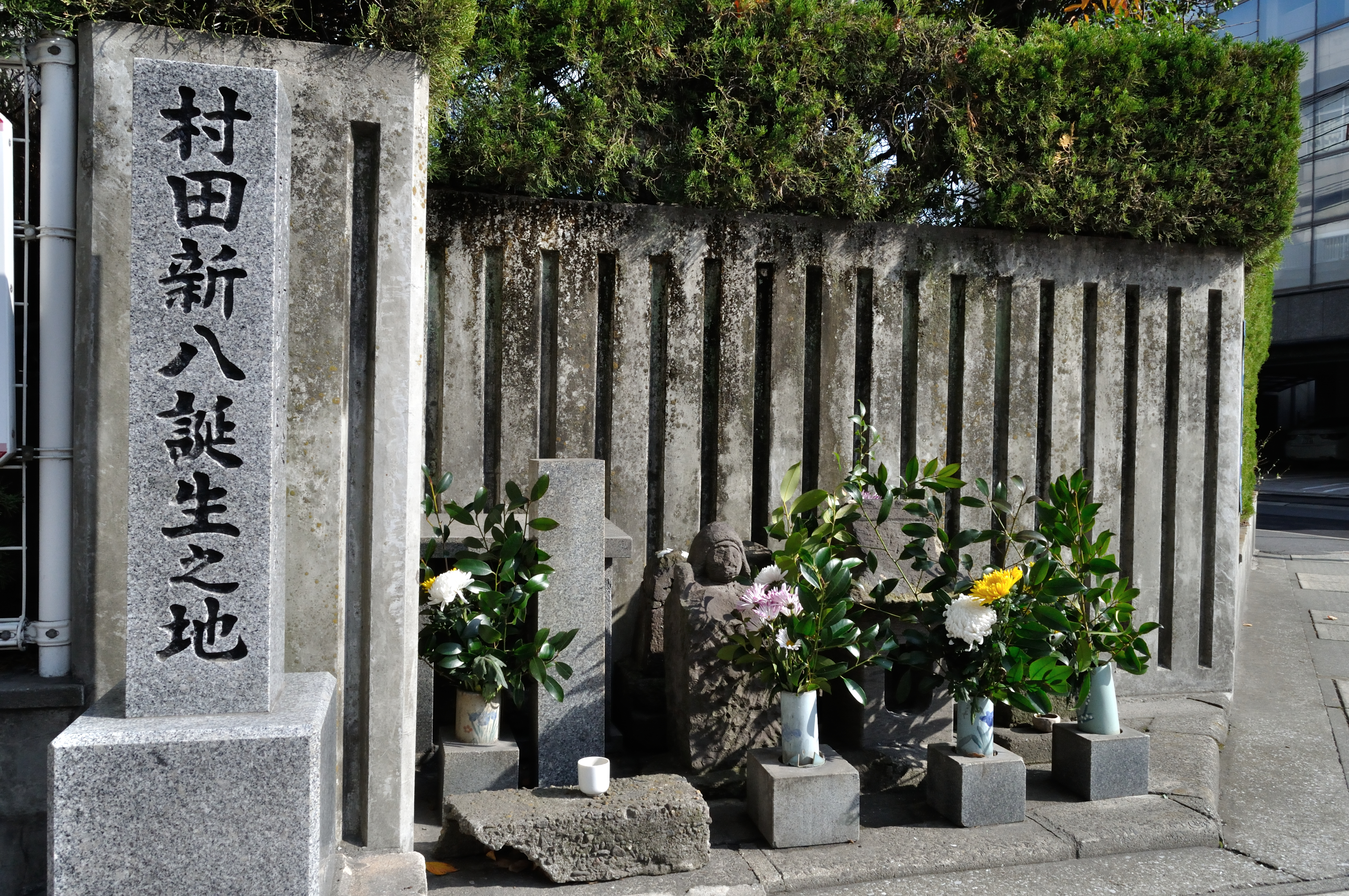
村田新八誕生地
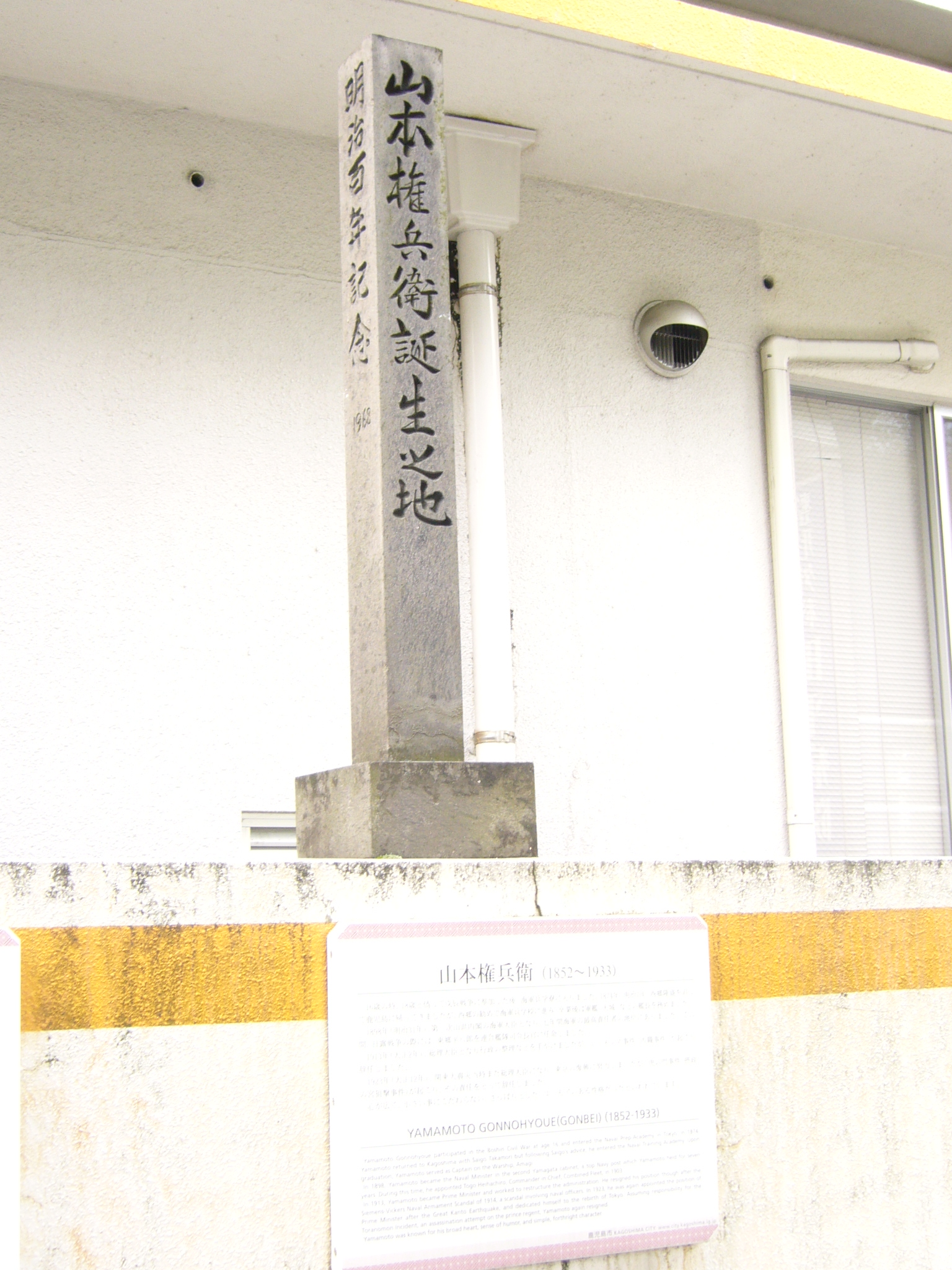
山本権兵衛誕生地
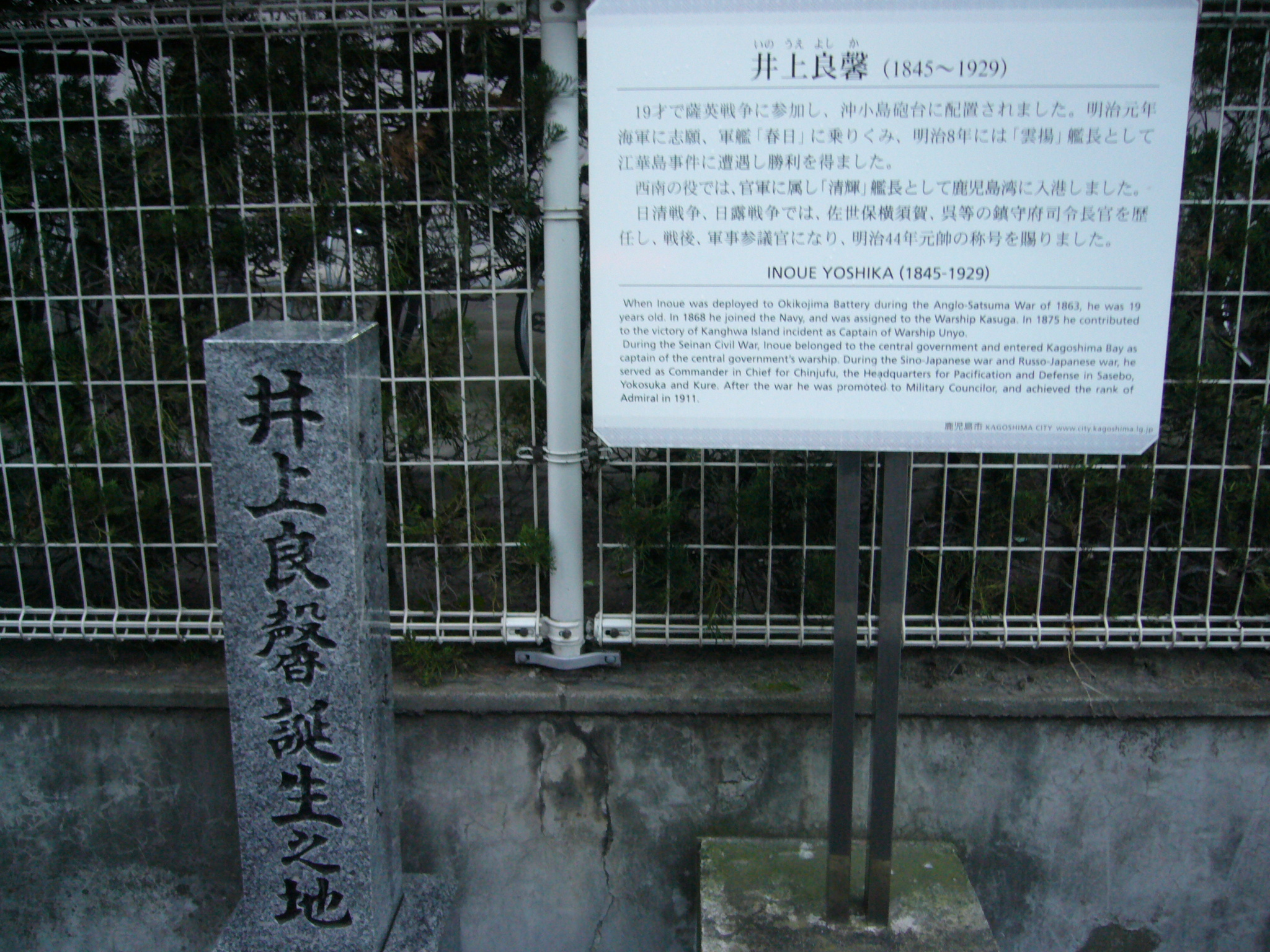
井上良馨誕生地

## 小・中学校の学区
市立小・中学校に通う場合、学区（校区）は以下の通りとなる。
| 町丁     | 番・番地 | 小学校               | 中学校               |
| -------- | -------- | -------------------- | -------------------- |
| 加治屋町 | 全域     | 鹿児島市立山下小学校 | 鹿児島市立甲東中学校 |

## 交通

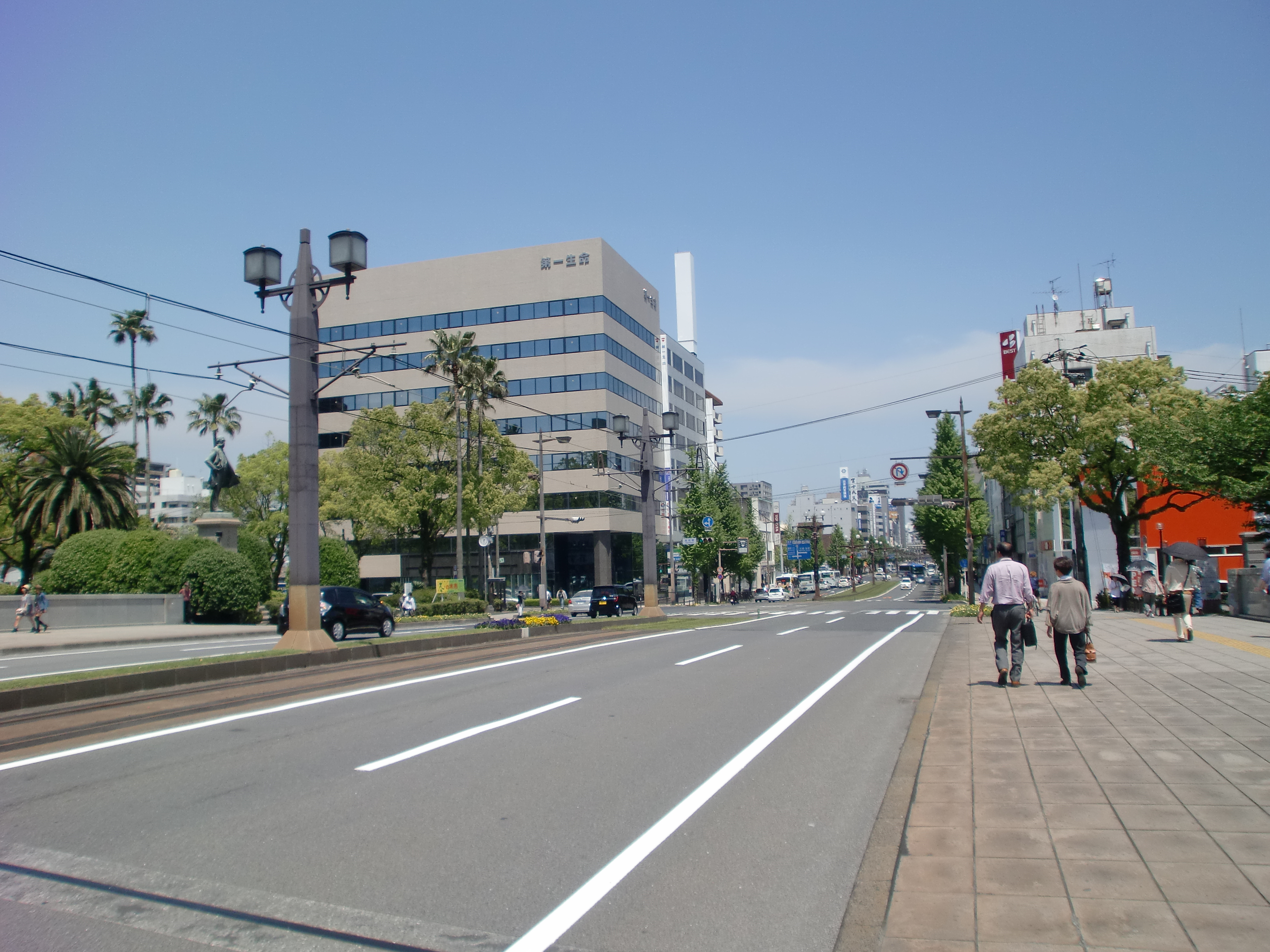
高見橋から天文館方面を望む（加治屋町は向かって右側に広がる）

### 道路
主要地方道
- 鹿児島県道20号鹿児島加世田線
- 鹿児島県道21号鹿児島中央停車場線

### 鉄道
鹿児島市交通局鹿児島市電2系統
- 加治屋町電停 - 高見馬場電停

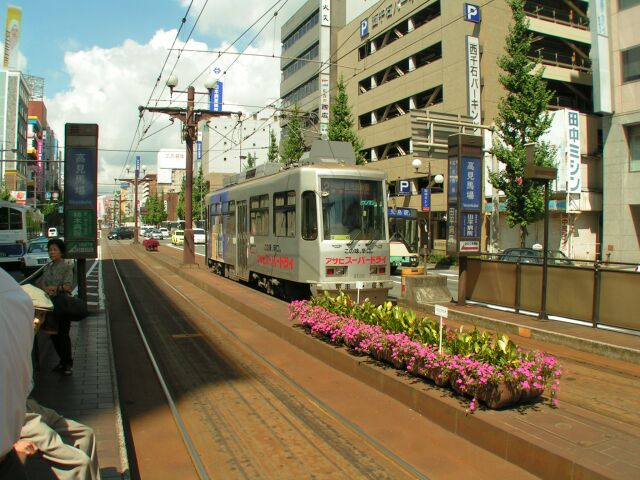
高見馬場電停
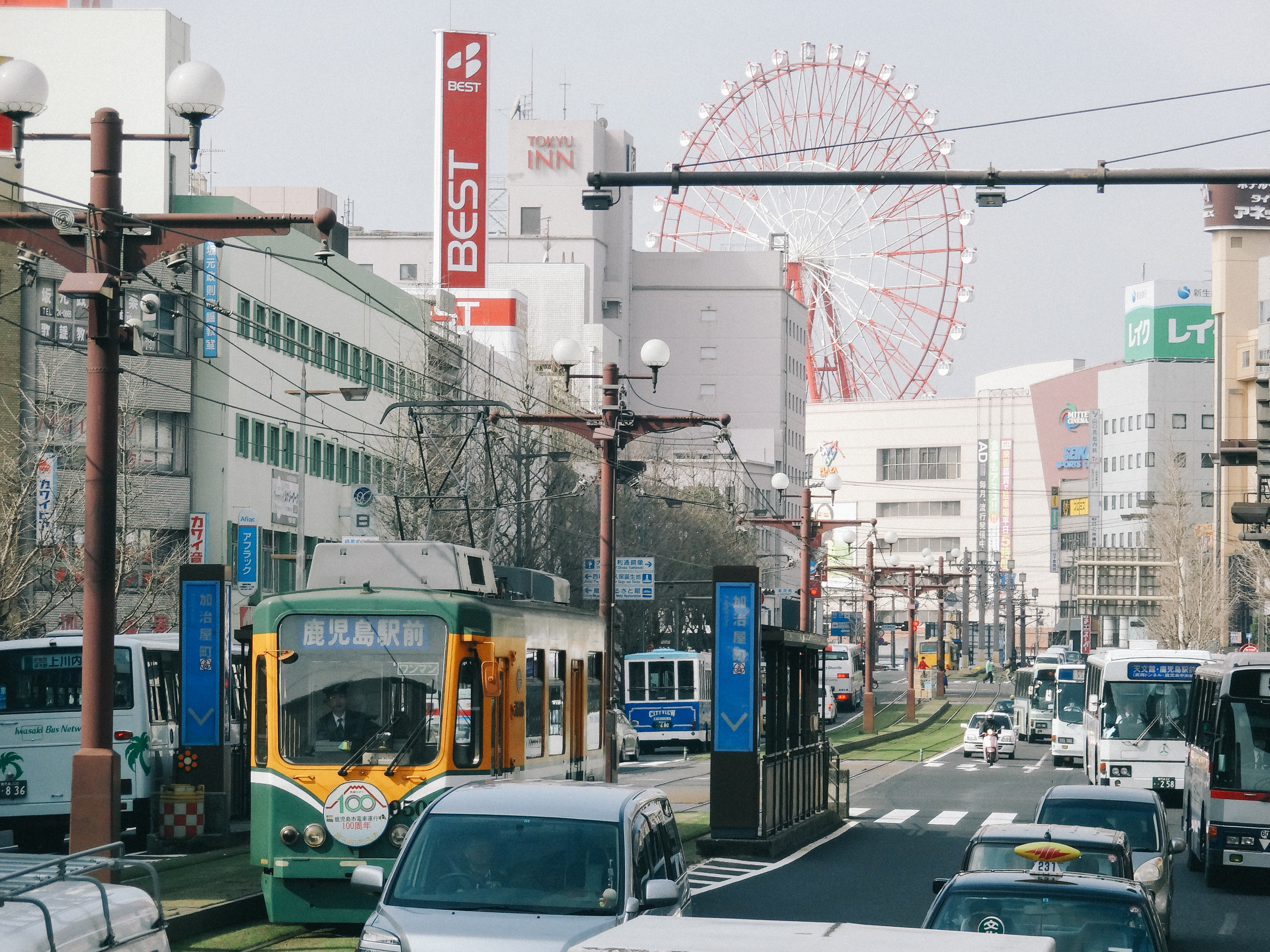
加治屋町電停

## 加治屋町が舞台として登場する作品
- 翔ぶが如く
1972年（昭和47年）から1976年（昭和51年）まで毎日新聞に連載された司馬遼太郎による長編小説。西郷隆盛、大久保利通など町内出身の人物が多数登場する。1990年（平成2年）にはこの小説を原作として西郷隆盛を主人公としたNHK大河ドラマ・『翔ぶが如く』が放送され、町内で青年期を過ごした西郷隆盛と大久保利通などが描かれた。
- 西郷どん
2018年（平成30年）に放送された西郷隆盛を主人公とするNHK大河ドラマ。幼少期から青年期までの放送で登場する。このドラマに関連して町内の旧鹿児島市立病院跡地に同年1月13日から1年間の期間限定で大河ドラマ館が設置された。